# Jörg Krenmayr
Jörg Krenmayr (* 24. August 1979 in Linz) ist ein österreichischer Autor, Dozent, Unternehmensberater und Wirtschaftswissenschaftler.

## Leben
Jörg Krenmayr ist promovierter Wirtschaftswissenschaftler und absolvierte den Master of Science an der Universität für Weiterbildung Krems für Gesundheitsmanagement. Davor arbeitete er in Österreich und Deutschland als strategischer Berater im Versicherungs- und Gesundheitswesen. 
Krenmayr beschäftigt sich mit Karrierefragen und Lern-Denk-Trainings. Mit Vorträgen, Workshops, Trainings und Coachings wendet er sich  an Führungskräfte, Wissenschaftler, Mentaltrainer, Selbstständige oder Sportler. 
In seinen wissenschaftlichen Arbeiten spürt er den kognitiv-emotional-mentalen Faktoren nach, die auf die menschliche Leistungsfähigkeit und -bereitschaft wirken. Die von ihm entwickelte Funktionale Humantheorie bezieht jede geistig-emotionale Funktion, Fähigkeit und Schwäche mit ein und lässt Gestaltungsmaßnahmen ableiten. Krenmayr verwendet dabei Erkenntnisse der Neurowissenschaften, Systemtheorie, Psychologie, Kybernetik, Organisations-, Verhaltens- und Sozialwissenschaften bis hin zu physikalischen Ansätzen. 
Jörg Krenmayr war bis zum Frühjahr 2013 ehrenamtlich im Vorstand von Mensa Österreich mit dem Schwerpunkt der Förderung von Hoch- und Höchstbegabten tätig. 
Zudem moderiert er alltagsrelevante, wissenschaftliche Themen im Linzer Kepler Salon.

## Werke
- Vom gesunden Ich zum idealen Wir: Die Humangravitation. Salzburg 2012, ISBN 978-3-902692-58-0.
- Integriertes Lernen lernen. Linz 2011, ISBN 978-3-85499-840-2.
- Zeit zu Verstehen: Was Sie unbedingt über sich selbst wissen sollten. Horitschon 2010, ISBN 978-3-85040-090-9.
- Freier Wille: Eine reale Empfindung!? Eine neurowissenschaftlich basierte, ganzheitliche und funktionalistische Konzeption des menschlichen Geistes und dessen Willen. Saarbrücken 2008, ISBN 978-3-8364-7611-9.
- Die wahrnehmende Organisation. Eine Managementlehre der neuronalen Systeme und Mechanismen. Saarbrücken 2008, ISBN 978-3-639-01369-6.